# Thể thao dưới nước tại Đại hội Thể thao Đông Nam Á 1995
Thể thao dưới nước tại Đại hội Thể thao Đông Nam Á năm 1995 được tổ chức từ ngày 10 đến 15 tháng 12 năm 1995 tại Aquatic Centre in 700th Anniversary Sport Complex, Chiang Mai, Thái Lan, trong khuôn khổ kỳ SEA Games lần thứ 18. Các nội dung thi đấu bao gồm bơi lội, nhảy cầu và bóng nước, thu hút sự tham gia của nhiều vận động viên đến từ các quốc gia trong khu vực. 
Môn bơi lội bao gồm đầy đủ các nội dung cá nhân và tiếp sức ở các kiểu bơi: tự do, ngửa, ếch, bướm và hỗn hợp, với cự ly từ 50 m đến 1500 m. Môn nhảy cầu có các nội dung thi đấu quen thuộc như nhảy cầu mềm 3 m và cầu cứng 10 m đều được tổ chức cho cả nam và nữ. Lần đầu tiên nội dung cầu mềm 1 m được đưa vào thi đấu. Môn bóng nước hỉ tổ chức nội dung đội nam, thi đấu theo thể thức vòng tròn một lượt. Singapore tiếp tục chứng minh vị thế số một ở môn này với tấm huy chương vàng danh giá. Thái Lan giành huy chương bạc, trong khi Philippines giành huy chương đồng.
Đoàn chủ nhà Thái Lan thống trị bảng tổng sắp huy chương với 22 tấm huy chương vàng.

## Tóm tắt kết quả

### Bơi lội
Nội dung của nam
| Nội dung                   | Vàng                                                                                                 | Vàng     | Bạc                                                                                        | Bạc      | Đồng                                                                     | Đồng     |
| -------------------------- | --- | -------- | ------------------------------------------------------------------------------------------ | -------- | ------------------------------------------------------------------------ | -------- |
| 50 m tự do                 | Richard Sam Bera                                                                                     | 23.42    | Wisnu Wardhana                                                                             | 24.21    | Ernest Teo Guee Lim                                                      | 24.21    |
| 100 m tự do                | Richard Sam Bera                                                                                     | 52.11    | Wisnu Wardhana                                                                             | 52.98    | Padhanaseth Changkasiri                                                  | 53.21    |
| 200 m tự do                | Torlarp Sethsothorn                                                                                  | 1:53.92  | Raymond Papa                                                                               | 1:54.66  | Vicha Ratanachote                                                        | 1:55.09  |
| 400 m tự do                | Torlarp Sethsothorn                                                                                  | 3:57.43  | Vicha Ratanachote                                                                          |          | Albert Sutanto                                                           |          |
| 1500 m tự do               | Torlarp Sethsothorn                                                                                  | 15:43.27 | Asawin Okada                                                                               | 16:05.46 | Albert Sutanto                                                           | 16:39.89 |
|                            | |          |                                                                                            |          |                                                                          |          |
| 100 m backstroke           | Raymond Papa                                                                                         | 58.03    | Dulyarit Phuangthong                                                                       | 58.81    | Gerald Koh                                                               | 59.76    |
| 200 m backstroke           | Raymond Papa                                                                                         | 2:03.79  | Dulyarit Phuangthong                                                                       | 2:06.49  | Gerald Koh                                                               | 2:07.69  |
|                            | |          |                                                                                            |          |                                                                          |          |
| 100 m breaststroke         | Ratapong Sirisanont                                                                                  | 1:04.37  | Desmond Koh                                                                                | 1:05.59  | Elvin Chia Tshun Thau                                                    | 1:06.64  |
| 200 m breaststroke         | Ratapong Sirisanont                                                                                  | 2:16.54  | Elvin Chia Tshun Thau                                                                      | 2:23.70  | Audi Octavian                                                            | 2:24.92  |
|                            | |          |                                                                                            |          |                                                                          |          |
| 100 m bơi bướm             | Anthony Ang                                                                                          | 55.83    | Wisnu Wàrdhana                                                                             | 57.39    | Nuttapol Chavanavanichwoot                                               | 57.49    |
| 200 m bơi bướm             | Anthony Ang                                                                                          | 2:05.34  | Niti Intharapichai                                                                         | 2:05.74  | Thum Ping Tjin                                                           | 2:06.26  |
|                            | |          |                                                                                            |          |                                                                          |          |
| 200 m hỗn hợp cá nhân      | Ratapong Sirisanont                                                                                  | 2:04.74  | Desmond Koh                                                                                | 2:07.80  | Dulyarit Phuangthong                                                     | 2:08.44  |
| 400 m hỗn hợp cá nhân      | Ratapong Sirisanont                                                                                  | 4:27.91  | Desmond Koh                                                                                | 4:31.84  | Wan Azlan Wan Abdullah                                                   | 4:33.86  |
|                            | |          |                                                                                            |          |                                                                          |          |
| 4 × 100 m tiếp sức tự do   | Indonesia Albert Sutanto Felix Sutanto Richard Sam Bera Wisnu Wardhana                               | 3:31.03  | Thái Lan Pawin Kohvathana Padhanaseth Changkasiri Kittibhund Paomahanaka Vicha Ratanachote | 3:31.29  | Singapore Thum Ping Tjin Ernest Teo Guee Lim Peter Weng Weong Sng Ju Wei |          |
| 4 × 200 m tiếp sức tự do   | Thái Lan Vicha Ratanachote Dulyarit Phuangthong Ratapong Sirisanont Torlarp Sethsothorn              | 7:39.39  | Singapore Thum Ping Tjin Sng Ju Wei Gerald Koh Desmond Koh                                 | 7:50.91  | Indonesia Albert Sutanto Wisnu Felix Sutanto Richard Sam Bera            | 7:50.91  |
| 4 × 100 m tiếp sức hỗn hợp | Thái Lan Dulyarit Phuangthong Ratapong Sirisanont Nuttapol Chavanavanichwoot Padhanaseth Changkasiri | 3:51.60  | Malaysia Alex Lim Anthony Ang Elvin Chia Wan Azlan Abdullah                                | 3:55.72  | Singapore Gerald Koh Desmond Koh Thum Ping Tjin Ju Wei                   | 3:56.17  |

Nội dung của nữ
| Nội dung                   | Vàng                                                                                          | Vàng    | Bạc                                                | Bạc     | Đồng                                              | Đồng    |
| -------------------------- | --------------------------------------------------------------------------------------------- | ------- | -------------------------------------------------- | ------- | ------------------------------------------------- | ------- |
| 50 m tự do                 | Joscelin Yeo                                                                                  | 26.73   | Donhatai Rongsawat                                 | 27.49   | Meitri Widya                                      | 27.76   |
| 100 m tự do                | Joscelin Yeo                                                                                  | 57.27   | Meitri Widya                                       | 59.19   | Elsa Manora                                       | 59.72   |
| 200 m tự do                | Joscelin Yeo                                                                                  | 2:04.01 | Ravee Intapornudom                                 | 2:05.99 | Nusra Chinnaphasaen                               | 2:06.43 |
| 400 m tự do                | Joscelin Yeo                                                                                  | 4:23.05 | Ravee Intapornudom                                 | 4:23.29 | Hataikan Leelakitichok                            | 4:27.90 |
| 800 m tự do                | Ravee Intapornudom                                                                            | 9:04.32 | Hataikan Leelakitichok                             | 9:11.51 | Susanti                                           | 9:35.93 |
|                            |                                                                                               |         |                                                    |         |                                                   |         |
| 100 m backstroke           | Praphalsai Minpraphal                                                                         | 1:04.87 | Elsa Manora                                        | 1:05.97 | Tang Cheryl                                       | 1:07.57 |
| 200 m backstroke           | Praphalsai Minpraphal                                                                         | 2:19.02 | Elsa Manora                                        | 2:23.68 | Chonthon Voratamrong                              | 2:25.51 |
|                            |                                                                                               |         |                                                    |         |                                                   |         |
| 100 m bơi ếch              | Joscelin Yeo                                                                                  | 1:11.37 | Songporn Leelakitichock                            | 1:14.68 | Rasnin Sittart                                    | 1:15.12 |
| 200 m bơi ếch              | Rapeeporn Wongsiriroj                                                                         | 2:40.55 | Rita                                               | 2:41.37 | Monthakan Khamphiw                                | 2:41.75 |
|                            |                                                                                               |         |                                                    |         |                                                   |         |
| 100 m bơi bướm             | Joscelin Yeo                                                                                  | 1:01.59 | Elsa Manora                                        | 1:02.85 | Nusra Chinnaphasaen                               | 1:02.98 |
| 200 m bơi bướm             | Praphalsai Minpraphal                                                                         | 2:15.60 | Nusra Chinnaphasaen                                | 2:16.30 | Catherine                                         | 2:19.62 |
|                            |                                                                                               |         |                                                    |         |                                                   |         |
| 200 m hỗn hợp cá nhân      | Joscelin Yeo                                                                                  | 2:17.87 | Praphalsai Minpraphal                              | 2:19.88 | Elsa Manora                                       | 2:23.82 |
| 400 m hỗn hợp cá nhân      | Praphalsai Minpraphal                                                                         | 4:54.24 | Ravee Intapornudom                                 | 5:02.14 | Elsa Manora                                       | 5:05.58 |
|                            |                                                                                               |         |                                                    |         |                                                   |         |
| 4 × 100 m tiếp sức tự do   | Thái Lan Donhatai Rongsawat Nusra Chinnaphasaen Praphalsai Minpraphal Ravee Intapornudom      | 3:55.99 | Singapore May Ooi Joscelin Yeo Tang Cheryl Eadelin | 3:57.94 | Indonesia Meitri Widya Catherine Olga Elsa Manora | 3:59.17 |
| 4 × 100 m tiếp sức hỗn hợp | Thái Lan Praphalsai Minpraphal Songporn Leelakitichock Nusra Chinnaphasaen Ravee Intapornudom | 4:22.19 | Singapore Tang Cheryl Joscelin Yeo May Ooi Eadelin | 4:23.02 | Indonesia Elsa Manora Olga Catherine Meitri Widya | 4:25.70 |

### Nhảy cầu
Cầu cứng 10 m nữ
| Nội dung            | Vàng                | Vàng   | Bạc               | Bạc             | Đồng              | Đồng   |
| ------------------- | ------------------- | ------ | ----------------- | --------------- | ----------------- | ------ |
| Cầu mềm 1 m nam     | Temmy               | 375.31 | Suchat Pichi      | 362.14          | Anupan Atthainsee | 346.20 |
| Cầu mềm 3 m nam     | Suchat Pichi        | 676.80 | Anupan Atthainsee | 655.47          | Temmy             | 644.85 |
| Men's 10 m platform | Suchat Pichi        | 673.95 | Bundit Silivong   | 545.43          | Banriansyah       | 522.03 |
|                     |                     |        |                   |                 |                   |        |
| Cầu mềm 1 m nữ      | Sureerat Atthainsee | 254.73 | Jidapone Srimoung | 251.19          | Nani W            | 242.85 |
| Cầu mềm 3 m nữ      | Sukrutai Tommaoros  | 498.27 | Jean Elaine       | 480.48          | Dwi Mariastuti    | 469.92 |
| Sukrutai Tommaoros  | 506.43              | Nani W | 449.97            | Dawi Mariastuti | 438.24            |        |

### Bóng nước
| Nội dung | Vàng      | Bạc      | Đồng        |
| -------- | --------- | -------- | ----------- |
| Nam      | Singapore | Thái Lan | Philippines |

## Bảng huy chương
| Hạng               | Đoàn               | Vàng | Bạc | Đồng | Tổng số |
| ------------------ | ------------------ | ---- | --- | ---- | ------- |
| 1                  | Thái Lan (THA)     | 22   | 19  | 11   | 52      |
| 2                  | Singapore (SIN)    | 8    | 6   | 7    | 21      |
| 3                  | Indonesia (INA)    | 4    | 9   | 17   | 30      |
| 4                  | Malaysia (MAS)     | 2    | 2   | 2    | 6       |
| 5                  | Philippines (PHI)  | 2    | 2   | 1    | 5       |
| Tổng số (5 đơn vị) | Tổng số (5 đơn vị) | 38   | 38  | 38   | 114     |